# Abd Allah ibn Chalifa Al Sani
 Abd Allah ibn Chalifa Al Sani (arab. ‏عبد الله بن خليفة آل ثاني‎; ur. 25 grudnia 1959 w Dosze) – premier Kataru od 29 października 1996 do 3 kwietnia 2007, młodszy brat emira Kataru Hamada ibn Chalify Al Saniego.
Swą szkolną edukację zdobywał w Katarze, w 1976 ukończył Królewską Akademię Wojskową w Sandhurst. Następnie wstąpił do katarskiej armii zajmując wiele kierowniczych stanowisk. W 1989 został mianowany asystentem Szefa Sił Zbrojnych w randze podpułkownika. W 1979 został przewodniczącym Katarskiego Komitetu Olimpijskiego i piastował tę funkcję aż do 1989.

## Kariera polityczna
- 17 lipca 1989 – mianowany ministrem spraw wewnętrznych,
- 11 lipca 1995 – mianowany wicepremierem i ministrem spraw wewnętrznych,
- 29 października 1996 – mianowany premierem i ministrem spraw wewnętrznych (ministrem tego resortu był do 2 stycznia 2001),
- 3 kwietnia 2007 – złożył rezygnację ze stanowiska szefa rządu.